# Брайън Кокс (физик)
 Тази статия е за английския физик.  За други личности с това име вижте Брайън Кокс.  
Брайън Едуард Кокс (на английски: Brian Edward Cox) е английски физик, професор по физика на елементарните частици във Факултета по физика и астрономия на Манчестърския университет. Удостоен е с Орден на Британската империя и е избран за член на британското Кралско научно дружество.
На 12-годишна възраст решава да се занимава с физика, вдъхновен от книгата на Карл Сейгън „Космос“. През 1980-те и в края на 1990-те е клавирист на две поп-рок групи: D:ream и Dare. Докато свири, завършва висшето си образование в областта на физиката в Университета в Манчестър, а след разпадането на D:Ream през 1997 година завършва доктората си по физика на елементарните частици и се ориентира изцяло към научна дейност.
Брайън Кокс е най-известен за широката аудитория като популяризатор на науката, лектор на научнопопулярни форуми (включително конференцията TED) и водещ на научнообразователни телевизионни програми, по-специално серията на BBC „Чудесата на ...“ и като автор на няколко научнопопулярни книги като „Why Does E=mc²?“ и „The Quantum Universe“.
Автор или съавтор е на над 950 научни публикации.